# Titus Sempronius Pudens
Titus Sempronius Pudens war ein im 1. oder 2. Jahrhundert n. Chr. lebender Angehöriger der römischen Armee. Er ist durch drei Inschriften, die in Rom gefunden wurden, belegt.
Pudens diente als Frumentarius und verbrachte in dieser Funktion möglicherweise wenig Zeit bei seiner Stammeinheit, der Legio XX Valeria Victrix, in der er als Soldat eingeschrieben war. Die erste Inschrift wurde von Pudens für seinen verstorbenen Freund, Lucius Aemilius Flaccus errichtet, der ebenfalls als Frumentarius in der Legio XX Valeria Victrix diente. Die zweite Inschrift wurde von Pudens zusammen mit Cutius Euplu für den verstorbenen Valerius Paternus errichtet, einen  speculator aus der Armee in der Provinz Britannia. Die dritte Inschrift wurde für den  verstorbenen Pudens von Pupius Vernianus, seinem Erben, errichtet.
Die Inschriften werden bei der Epigraphik-Datenbank Clauss-Slaby auf einen Zeitraum zwischen 51 und 200 datiert.